# Snajper (film 2009)
Snajper (tytuł oryg. Sun cheung sau) – hongkoński dreszczowiec, film akcji w reżyserii Dante Lama, którego premiera miała miejsce 9 kwietnia 2009 roku.
W 2009 roku podczas 13. edycji Golden Phoenix Awards Xiaoming Huang zdobył nagrodę Golden Phoenix Award w kategorii Male Actor in a Motion Picture. Dante Lam był nominowany podczas 10. edycji Deauville Asian Film Festival do nagrody Action Asia Award.

## Obsada
Źródło: Filmweb

- Edison Chen – OJ (Chen Xinwei)
- Bowie Lam – Shane (Shan Ge)
- Richie Ren – Hartman (Fang Keming)
- Xiaoming Huang – Ching
- Charmaine Fong – Kit
- Jack Kao – Tao
- Wilfred Lau – Iceman
- Liu Kai-chi – Big Head (Er Ge)